# Phil Karlson
Phil Karlson (nacido Philip N. Karlstein; Chicago, 2 de julio de 1908-Los Ángeles, 12 de diciembre de 1982) fue un director de cine estadounidense. Posteriormente conocido como especialista en cine negro, Karlson dirigió 99 River Street, Kansas City Confidential y Hell's Island, todas con el actor John Payne, a principios de la década de 1950.
Otras películas incluyen The Texas Rangers (1951), The Phenix City Story (1955), 5 Against the House (1955), Gunman's Walk (1958), The Young Doctors (1961) y Walking Tall (1973).

## Biografía

### Primeros años de vida
Karlson era hijo de la actriz irlandesa Lillian O'Brien. Su padre era judío.
Asistió a Marshall High School y estudió pintura en el Art Institute de Chicago. Intentó ganarse la vida cantando y bailando, pero no lo consiguió. Luego estudió derecho, a petición de su padre, en la Universidad Loyola Marymount de California. Aceptó un trabajo a tiempo parcial en Universal Pictures «lavando baños y platos y cualquier cosa que me dieran», según Karlson. También vendió algunos gags a Buster Keaton. Finalmente decidió seguir una carrera en el cine y dejó la universidad un año antes de graduarse.

### Asistente de dirección en Universal
Karlson consiguió un trabajo en Universal Pictures, donde realizó diversos trabajos.
Trabajó como asistente de dirección en Destry Rides Again (1932) y My Pal, the King con Tom Mix; The Countess of Monte Cristo (1934) y Cheating Cheaters (1934) con Fay Wray; I Like It That Way (1934); Romance in the Rain (1934); y Strange Wives (1934), dirigida por Richard Thorpe .
Trabajó en The Mystery of Edwin Drood (1935) con Claude Rains; Princess O'Hara (1935); Alias Mary Dow (1935), para Kurt Neumann; El lobo humano (1935); Sing Me a Love Song (1935); She Gets Her Man (1935); The Affair of Susan (1935); Love Before Breakfast (1936), con el director Walter Lang; The Girl on the Front Page (1936); y Top of the Town (1937).
Karlson dijo que Sam Goldwyn lo contrató con la intención de utilizarlo como director, pero Karlson terminó pasando nueve meses inactivo. Pidió una liberación de su contrato y la obtuvo. Se incorporó a una empresa de Maurice Kosloff.
Regresó a Universal donde trabajó como asistente en The Black Doll (1938); The Last Express (1938); His Exciting Night (1938), The Last Warning (1938), Newsboys' Home (1938) y Society Smugglers (1939), dirigida por Joe May.
Sus créditos se hicieron más destacados: Rio (1939), con Basil Rathbone, dirigida por John Brahm; The Invisible Man Returns (1940) y The House of the Seven Gables, de mMay; I Can't Give You Anything But Love, Baby (1940), un musical; You're Not So Tough (1940), de May; Margie (1940), Seven Sinners (1940), con John Wayne y Marlene Dietrich para el director Tay Garnett; Where Did You Get That Girl? (1941), de Arthur Lubin; y The Flame of New Orleans (1941), con Dietrich para René Clair.
Karlson hizo In the Navy (1941) con Abbott y Costello para Lubin, y se hizo amigo de Lou Costello, a menudo contándole bromas. Trabajó en It Started with Eve (1941) para Henry Koster con la otra gran estrella del estudio, Deanna Durbin.
Karlson dejó Universal en 1940 para alistarse en las Fuerzas Aéreas del Ejército de Estados Unidos. En 1943, resultó herido en un accidente aéreo que puso fin a su carrera como instructor de vuelo.

### Monogram Pictures
Karlson, todavía usando su nombre real, Philip Karlstein, aceptó un trabajo en Monogram Pictures, como asistente de dirección. Lou Costello se puso en contacto con él, que quería producir una película y le ofreció a Karlstein el trabajo de dirigirla. La película resultante fue A Wave, a WAC and a Marine (1944), protagonizada por el comediante Henny Youngman. Karlson la llamó «probablemente la peor película jamás hecha... una película sin importancia, pero tuve suerte porque era para Monogram y no entendían lo mala que era, porque nunca habían hecho nada bueno». Sin embargo, a Karlson sí le gustó su segunda película como director, G. I. Honeymoon (1945), con Gale Storm, que recibió una nominación al Oscar a la Mejor Música.
Karlson hizo que las producciones de bajo presupuesto de Monogram parecieran mucho más caras al ser creativo con la puesta en escena. Usó luces y sombras para agregar ambiente a las escenas de diálogo ordinarias y empleó ángulos de cámara cuidadosos para maximizar el tamaño de los decorados limitados. El ingenio de Karlson lo convirtió en la elección de Monogram para lanzar una nueva serie (The Bowery Boys, The Shadow) o revitalizar una ya existente (Charlie Chan). Un ejemplo es la película de Charlie Chan The Shanghai Cobra (1945), en la que, con un pequeño decorado exterior, creó una atmósfera de  cine negro rodando la escena de noche durante una tormenta. Karlson era muy consciente de las limitaciones presupuestarias de Monogram: «Sabían lo que estaban haciendo, porque iban a hacer una determinada clase de película y no iban a hacer nada diferente».
Un poco más distinguida fue Wife Wanted (1946), protagonizada y producida por Kay Francis. Tanto a ella como a Karlson no les gustó el guion original, por lo que lo reescribieron juntos. Resultó ser la última película de Francis. Siguió con Kilroy Was Here (1947), coprotagonizada por los ex actores infantiles Jackie Cooper y Jackie Coogan.
Karlson recibió elogios por Black Gold (1947), una historia sobre la difícil situación de los indios estadounidenses, basada en la historia real del caballo de carreras Black Gold. Fue una de las primeras películas de Anthony Quinn y la primera película estrenada por la nueva división de mayor presupuesto de Monogram, Allied Artists. Karlson tardó un año en hacer esa película porque quería tomas de temporada; dice que dirigió cuatro películas y al mismo tiempo hizo Black Gold.
Karlson luego hizo Luisiana (1947) con el gobernador Jimmie Davis. Siguió esto con Rocky (1948) con Roddy McDowall.

### Columbia
Karlson pasó a Columbia Pictures, donde dirigió dos westerns, Above All Laws (1947) y Fury (1948). Luego hizo Ladies of the Chorus (1948), con Marilyn Monroe en su primer papel importante.
La productora británica Eagle-Lion Films contrató a Karlson para dirigir The Big Cat (1949), que luego describió como su respuesta a The Grapes of Wrath (1940). Mientras estuvo en Eagle-Lion, Karlson también hizo Down Memory Lane (1949) con Steve Allen, rodada en dos días.

### Edward Small
Karlson se asoció con el productor Edward Small para The Iroquois Trail (1950) con George Montgomery, basada en El último mohicano. A Small le gustó el trabajo de Karlson y lo utilizó en Lorna Doone (1951), una adaptación de la famosa novela con Richard Greene, y The Texas Rangers (1951), un wéstern con Montgomery.
Estas películas fueron distribuidas por Columbia, que utilizó a Karlson para Mask of the Avenger (1951), una película de espadachines con John Derek. Para Small hizo Scandal Sheet (1952), un melodrama periodístico basado en una novela de Sam Fuller, y The Brigand (1952), otra película de espadachines.
Karlson comenzó a dirigir Destino: Budapest (1952) para Columbia en París, pero fue despedido por el director del estudio Harry Cohn durante el rodaje y reemplazado por Robert Parrish.
Karlson se recuperó con dos películas para Edward Small protagonizadas por John Payne que se estrenaron a través de United Artists: Kansas City Confidential (1952) y 99 River Street (1953).
Karlson hizo episodios de The Revlon Mirror Theatre (1953) y todos los episodios de la serie de televisión Waterfront (1954).
Karlson fue invitado a regresar a Columbia para hacer un western They Rode West (1954) y una película negra Testimonio fatal (1955). También dirigió episodios de Ford Television Theatre y Studio 57.
Después de hacer Hell's Island (1955) con John Payne para Paramount Pictures, hizo 5 Against the House (1955), una película de atracos en Columbia, que le dio a Kim Novak uno de sus primeros papeles.
Karlson regresó a Monogram (ahora conocida como Allied Artists) para realizar The Phenix City Story (1955), basada en el asesinato de Albert Patterson. Fue un éxito y llegó a ser considerada una de sus mejores películas. Regresó a Columbia para rodar The Brothers Rico (1957), un thriller, y Gunman's Walk (1958), un wéstern.
Desi Arnaz contrató a Karlson para dirigir el piloto de la serie de televisión Los Intocables (1959), que luego se estrenó en cines como The Scarface Mob. Aunque Los Intocables tuvieron una larga trayectoria en la televisión, Karlson solo recibió un salario fijo por su trabajo en el piloto.

### Década de 1960
Karlson fue la primera opción de Albert R. Broccoli y Harry Saltzman para dirigir su primera película de James Bond, Dr. No (1962), pero se vieron obligados a rechazarlo después de que pidió un salario demasiado alto.
Para Allied Artists hizo una película biográfica de guerra Hell to Eternity (1960), seguida de Key Witness (1960). Ambas fueron protagonizadas por Jeffrey Hunter.
Karlson dirigió The Secret Ways (1961) a partir de una novela de Alistair MacLean, aunque chocó con el productor estrella Richard Widmark. Hizo un melodrama, The Young Doctors (1961); una película de Elvis Presley, Kid Galahad (1962); y Rampage (1963), una historia de aventuras con Robert Mitchum. Dirigió el piloto de una serie de televisión sobre Alejandro Magno con William Shatner que no fue retomado e hizo un trabajo no acreditado en Ride the Wild Surf (1964).
Karlson disfrutó de un gran éxito con la primera película de Matt Helm con Dean Martin, The Silencers (1966). Fue realizado por Columbia, quien le pidió a Karlson que reemplazara a Roger Corman en A Time for Killing (1967). Regresó a las películas de Matt Helm para la cuarta y última, The Wrecking Crew (1968), coprotagonizada por Sharon Tate y Elke Sommer.

### Década de 1970
Karlson hizo una película de guerra en Europa con Rock Hudson, Hornets' Nest (1970). Hizo una película de terror, Ben (1972), mejor recordada por su tema principal compuesto por Michael Jackson.
Tuvo un gran éxito en 1973 con Walking Tall, la historia basada en hechos reales de un sheriff cruzado, Buford Pusser, en el condado más corrupto de Tennessee. Fue un gran éxito nacional e internacional, costó 500 000 dólares y recaudó más de 23 millones de dólares. También le hizo ganar una fortuna a Karlson, gracias a que poseía un gran porcentaje de ella.
Su última película fue Framed (1975) con Joe Don Baker.

## Evaluación de carrera
Wheeler Winston Dixon escribió más tarde sobre Karlson:
[Él] emerge como un original estadounidense violento, nacido y criado en Chicago, acostumbrado a la violencia como forma de vida, alguien que se vio obligado a hacer muchas películas en las que no creía, sólo para poder finalmente poder tener mano libre con los estudios menores para hacer las películas que él hizo ... En las mejores películas de Karlson se hace evidente una visión verdaderamente sombría de la sociedad estadounidense; un mundo donde todo está en venta, donde no se puede confiar en nadie, donde toda autoridad es corrupta y donde los hombres y mujeres honestos no tienen a nadie a quien recurrir excepto a ellos mismos si quieren algún grado de justicia. Para Karlson, todo tiene un precio: sangre, muerte y traición. ... En sus mejores obras, Karlson parece decir: «No creas lo que te dicen. Las figuras de autoridad sólo se preocupan por sí mismas. No hay respuestas fáciles. No obtendrás lo que mereces y ni siquiera obtendrás por lo que peleas. Consigue aquello por lo que luchas. Obtendrás lo que puedas tomar, y eso tiene que ser suficiente».
El Academy Film Archive ha conservado sus películas Testimonio fatal y Scandal Sheet.
En 2019, la película de Karlson The Phenix City Story fue seleccionada por la Biblioteca del Congreso para su conservación en el National Film Registry por ser «cultural, histórica o estéticamente significativa».

## Filmografía parcial
- 1944: A Wave, a WAC and a Marine
- 1945: There Goes Kelly
- 1945: G. I. Honeymoon
- 1945: The Shanghai Cobra
- 1946: Live Wires
- 1946: Swing Parade of 1946
- 1946: Dark Alibi
- 1946: Bowery Bombshell
- 1946: Wife Wanted
- 1947: Luisiana
- 1947: Kilroy Was Here
- 1948: Thunderhoof
- 1948: Ladies of the Chorus
- 1949: The Big Cat
- 1950: The Iroquois Trail
- 1951: Lorna Doone
- 1951: The Texas Rangers
- 1951: Mask of the Avenger
- 1952: Scandal Sheet
- 1952: The Brigand
- 1952: Kansas City Confidential
- 1953: 99 River Street
- 1954: They Rode West
- 1955: Testimonio fatal
- 1955: Hell's Island
- 1955: 5 Against the House
- 1955: The Phenix City Story
- 1957: Los hermanos Rico
- 1958: Gunman's Walk
- 1960: Hell to Eternity
- 1961: The Secret Ways
- 1961: The Young Doctors
- 1962: Kid Galahad
- 1963: Rampage
- 1966: Los silenciadores
- 1967: A Time for Killing
- 1969: The Wrecking Crew
- 1970: Hornets' Nest
- 1972: Ben
- 1973: Walking Tall
- 1975: Framed